# 非国际足联足球
通常情况下，國際足總（FIFA）接纳全球大多数国家和地区加入，但也有许多国家或地区并没有加入这个组织，主要是一些岛屿、某个国家自治领、海外属地、殖民地、附属国、未获国际普遍承认的国家和极少数的一些主权国家等。他们大都由于未能达到加入國際足總的要求而没有加入。
代表這些成員體的足球代表队参加的比赛也不被國際足總承认和统计。當中一些成員體加入了非國際足球總會成員委員會，以及其後接替的獨立足球協會聯合會。

## 國家代表隊
廣義而言，非 FIFA 會員的國家代表隊可分為以下類別：

### 主權國家
八個小型主權國家的代表隊 — 密克羅尼西亞聯邦、基里巴斯、摩納哥、瑙魯、帕勞、圖瓦盧、馬紹爾群島和梵蒂岡 — 均曾參與國際足球賽事但未加入 FIFA。其中基里巴斯和圖瓦盧是大洋洲足球聯會的準會員，但未加入其母組織。
英國在 FIFA 是透過其四個組成國（英格蘭、威爾斯、蘇格蘭和北愛爾蘭）代表。1940 至 1950 年代期間，英國聯合王國代表隊曾數次組建並進行友誼賽，但這些賽事不被 FIFA 視為正式國際賽。

### 自治（或尋求自治）地區與未獲承認國家
第二類包括具自治歷史的大國地區。它們可能已獲得一定程度的自治（例如西班牙自治區，包括加泰羅尼亞、加利西亞和巴斯克代表隊，通常每年只進行一場比賽，傳統上在聖誕節期間），或正在尋求自治（如法國布列塔尼地區）。然而需要區分巴斯克代表隊與其他隊伍，因為它不僅代表西班牙的巴斯克自治區，更代表包括納瓦拉和法屬巴斯克在內的大巴斯克地區。
塞族共和國作為一個高度自治的政治實體，自 1992 年成立以來一直擁有自己的足球協會和代表隊進行友誼賽。《代頓和平協議》承認其為波斯尼亞和黑塞哥維那的組成部分，2002 年 FIFA 和歐足聯接納塞族共和國足協為波黑足協的兩個共同創始者之一。
另一方面，一些未獲承認國家可能擁有國家代表隊。部分現有 FIFA 會員仍屬此類，如中華台北。目前非 FIFA 陣營中的強隊北塞浦路斯是這類非 FIFA 球隊的最佳例子。

### 地區協會
數支代表已建制足球國家的地區協會之球隊。這些協會負責管理各自地區的足球事務，是構成國家協會整體的協會網絡一部分。其中一個例子是澤西島，在英格蘭足總中具有郡級協會地位。這些地區協會經常派出代表隊參加非 FIFA 國際賽事。

### 無國籍民族
另一組是代表無本土國家的族群，或由族裔散居群體組成的代表隊。生活在北芬斯干地亞薩普米地區的薩米人分屬四個國家管轄，但他們已組建足球協會和代表隊。同樣，幾個世紀以來散居歐洲各地的羅姆人也有一支新興的代表隊參與國際賽事。其他曾經無國籍的民族，如巴勒斯坦人已獲 FIFA 接納，儘管其國家地位仍未確定，亞洲足協（AFC）也在較近期承認其國際足球地位。世界語代表隊則代表全球世界語使用者社群。

## 組織

### 國際性組織
- CONIFA – 獨立足球協會聯盟：根據聯盟網站：「CONIFA 旨在透過友誼、文化和足球運動的樂趣，在全球各地的民眾、國家、少數族裔和偏遠地區之間架起橋樑。CONIFA 致力發展附屬會員，並承諾推廣公平競技和消除種族歧視。」[3]截至 2025 年 8 月，CONIFA 有 42 個會員協會。

- IIGA – 國際島嶼運動會協會：成立於 1985 年，是一個專門組織島嶼運動會的機構，每兩年舉辦一次包含足球項目的友誼性運動競賽，參賽隊伍來自多個島嶼和其他小型地區。

#### 已解散／非活躍組織
- 非 FIFA 委員會：成立於 2003 年的足球聯會。由代表未獲承認為主權國家，因而不符合資格成為國際足協會員的地區組成。[4]該委員會於 2006 至 2012 年間舉辦VIVA 世界盃和 UNPO 盃。截至 2025 年，其多次復辦嘗試均告失敗，因此大多認為該組織已不活躍。儘管如此，該組織並未正式解散。[來源請求]

- IFU – 國際足球聯盟：一個已解散的短期足球組織，成立於 2009 年並於 2010 年解散。總部設於葡萄牙基馬拉斯，由代表未獲承認為主權國家，因而不符合資格成為FIFA會員的地區組成。該組織的成員包括格陵蘭和桑給巴爾。[來源請求]

- WUFA – 世界團結足球聯盟：根據聯盟網站：「世界團結足球聯盟是由理念一致的球隊共同合作，旨在透過最美麗的運動——足球，促進希望、機會和普世人權，同時慶祝將人們團結在一起的喜悅。我們共同的核心價值包括同理心、慈悲、公平、誠實，以及對普世人權的尊重。我們公平地合作開展項目、活動和賽事，以提升聯盟及各成員隊伍的使命和價值。」截至 2021 年，WUFA 有 19 個會員協會。[來源請求]

### 洲際限定組織
- COSANFF – 南美新足球聯合會理事會：僅接納南美洲國家加入。截至 2025 年 8 月，共有 11 個會員協會。[5]